# Neotenia en humanos

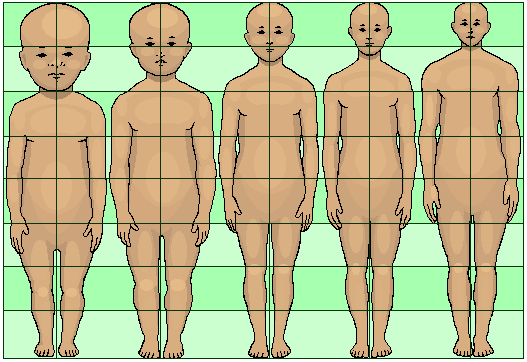
La cabeza humana se vuelve proporcionalmente más pequeña y las piernas se vuelven proporcionalmente más largas a medida que los humanos maduran. Esto implica que las cabezas proporcionalmente grandes y las piernas proporcionalmente cortas serían características neoténicas para los adultos.

La neotenia en humanos es la retención de rasgos juveniles hasta bien entrada la edad adulta. Esta tendencia se encuentra incrementada enormemente en humanos, especialmente cuando se compara con primates no humanos, donde los humanos adultos se parecen más a los bebés de gorilas y chimpancés que a los adultos de estas especies. En cuanto a las características neoténicas de la cabeza se incluyen el cráneo globular, forma de la oreja, cabello en la parte superior de la cabeza, delgadez de los huesos del cráneo, rostro amplio, la reducción del borde de la ceja, dientes pequeños, el gran cerebro, el maxilar pequeño (mandíbula superior) y mandíbula (inferior), el rostro aplanado, nariz pequeña, el rostro sin pelo,y ojos más grandes.
La neotenia del cuerpo humano está indicada por la glabrosidad (cuerpo sin pelo), la presencia de un himen y la vagina que mira hacia adelante. Está indicada además por las extremidades y la postura del cuerpo, con las extremidades proporcionalmente cortas en comparación con la longitud del torso, pierna más larga que el brazo y una postura erguida.
Los humanos también conservan una plasticidad de comportamiento, que generalmente se encuentra sólo en animales jóvenes. El énfasis en el comportamiento aprendido, en lugar del heredado, requiere que el cerebro humano permanezca receptivo por mucho más tiempo. Estos cambios neoténicos pueden tener raíces dispares. Algunos pueden haber sido provocados por la selección sexual en la evolución humana. A su vez, pueden haber permitido el desarrollo de capacidades humanas como la comunicación emocional. Sin embargo, los humanos también tienen narices relativamente grandes y piernas largas, ambos rasgos peramórficos (no neoténicos), aunque dichos rasgos peramórficos que separan a los humanos modernos de los chimpancés existentes estaban presentes en el Homo erectus en un grado aún mayor que en el Homo sapiens, manteniendo la neotenia general válida para la transición de H. erectus a H. sapiens, aunque hubo cambios perimórficos que separaban a H. erectus de homínidos incluso anteriores, como la mayoría de Australopithecus. Investigaciones posteriores muestran que algunas especies de Australopithecus, incluido Australopithecus sediba, tenían los rasgos no neoténicos de H. erectus al menos en la misma medida que los separan de otros Australopithecus, lo que hace posible que la neotenia general se aplique a lo largo de la evolución del género Homo, dependiendo de qué especie de Australopithecus descienda Homo. El espécimen tipo de A. sediba tenía estos rasgos no neoténicos, a pesar de ser un juvenil, lo que sugiere que los adultos pueden haber sido menos neoténicos en estos aspectos que cualquier H. erectus u otro Homo.

## Evolución humana
Muchos teóricos y científicos evolucionistas prominentes en el campo de la Biología evolutiva del desarrollo proponen que la neotenia ha sido una característica fundamental en la evolución humana. Stephen Jay Gould creía que la "historia evolutiva" de los humanos es una en la que hemos estado "conservando hasta la edad adulta las características originalmente juveniles de nuestros antepasados". Los expertos también afirman que existe una importante tendencia evolutiva en los seres humanos a una mayor prolongación de la infancia y retraso en la madurez y que además, los primates han estado "evolucionando hacia la cara plana".
Doug Jones profesor de antropología en la universidad de Cornell dijo que la tendencia de la evolución humana hacia la neotenia puede haber sido causada por la selección sexual en la evolución humana para los rasgos faciales neotenosos en las mujeres por parte de los hombres con la neotenia resultante en los rostros masculinos como un "subproducto "de selección sexual para rostros femeninos neotenos. Jones dijo también que este tipo de selección sexual probablemente tuvo un papel importante en la evolución humana una vez que una mayor proporción de mujeres vivió más allá de la edad de la menopausia. Esta proporción creciente de mujeres que eran demasiado mayores para reproducirse resultó en una mayor variación en la fecundidad en la población de mujeres, y resultó en una mayor selección sexual para los indicadores de fecundidad juvenil en mujeres por parte de los hombres.

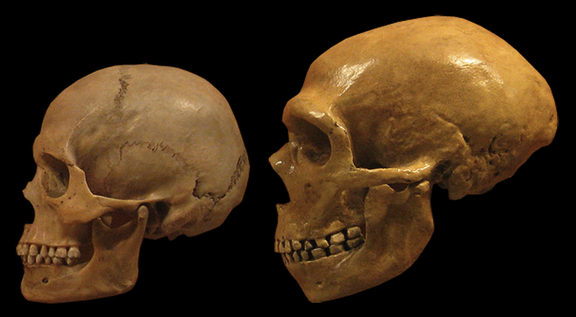
Ashley Montagu dice que los cráneos humanos modernos (izquierda) están más neotizados que los cráneos de Neanderthal (derecha)

El antropólogo Ashley Montagu dijo que el Homo erectus fetalizado representado por el cráneo juvenil de Mojokerto y el australopitecino fetalizado representado por el cráneo juvenil de Australopithecus africanus habrían tenido cráneos más parecidos a los de los humanos modernos que a los de las formas adultas propias. Montagu enumeró además la redondez del cráneo, la delgadez de los huesos del cráneo, la falta de crestas en las cejas, la falta de crestas sagitales, la forma de los dientes, el tamaño relativo del cerebro y la forma del cerebro como formas en que los cráneos juveniles de estos antepasados humanos se asemejan a los cráneos de los humanos modernos adultos. Montagu dijo que la retención de estas características juveniles del cráneo hasta la edad adulta por australopitecinos o H.erectus podría haber sido una forma en que un tipo moderno de humano podría haber evolucionado antes de lo que realmente sucedió en la evolución humana.
Los psiquiatras Stanley Greenspan y Stuart G Shanker propusieron una teoría en la primera idea del desarrollo psicológico en la que la neotenia se considera crucial para el "desarrollo de las capacidades típicas de la especie" que dependen de un largo período de apego a los cuidadores para las oportunidades de participar y desarrollar su capacidad de comunicación emocional. Debido a la importancia de la expresión facial en el proceso de señalización interactiva, las características neotenosas, como la caída del cabello, permiten una comunicación más eficiente y rápida de mensajes socialmente importantes que se basan en señales emocionales expresivas en el rostro.
Otros teóricos han argumentado que los humanos solo retienen algunos rasgos juveniles, mientras renuncian a otros. Por ejemplo, la alta proporción de piernas a cuerpo (piernas largas) de los humanos adultos en comparación con los bebés humanos muestra que no existe una tendencia holística en los humanos hacia la neotenia en comparación con los otros grandes simios. Andrew Arthur Abbie está de acuerdo y cita que la nariz humana gerontomórfica, carnosa y las largas piernas humanas contradicen la hipótesis de la evolución neotenica homínida, aunque cree que los humanos son generalmente neotenos. Brian Keith Hall también cita las piernas largas de los humanos como un rasgo peramórfico, que contrasta fuertemente con la neotenia.

### Alimentos cocidos y simplificación del genoma protector
Según los cálculos que muestran que las redes de genes más complejas son más vulnerables a las mutaciones, ya que más condiciones necesarias pero no suficientes aumentan el riesgo de que uno de ellos sea afectado, existe una teoría de que los mutágenos en los alimentos cocinados por ancestros humanos sin la inteligencia humana moderna tenían más probabilidades de quemarse que en la cocina moderna seleccionada contra redes genéticas complejas. Esta teoría predice con éxito que el genoma humano es más corto que otros genomas de grandes simios y que hay significativamente más pseudogenes difuntos con homólogos funcionales en el genoma del chimpancé que viceversa. Mientras que la porción de codificación de proteínas del gen FOXP2 es idéntica a la de los neandertales, hay una mutación puntual en la parte reguladora del mismo (los humanos modernos tienen una T donde los neandertales y todos los vertebrados no humanos tienen una A). La observación de que el efecto de esa diferencia es que el gen FOXP2 humano moderno no interactúa con el ARN de otros genes, mientras que todos los demás vertebrados, incluidas las variedades neandertales, sí está de acuerdo con la idea de que los orígenes humanos modernos estuvieron marcados por la eliminación (no formación) de complejo redes de genes, como predice este modelo. Los investigadores detrás de la teoría argumentan que la neotenia es un efecto secundario de la destrucción de las redes de genes que impiden la activación de los patrones de actividad genética que marcaron la edad adulta en los ancestros prehumanos.
También las poblaciones con una historia de producción lechera han evolucionado para ser tolerantes a la lactosa en la edad adulta, mientras que otras poblaciones generalmente pierden la capacidad de descomponer la lactosa a medida que se convierten en adultos.

### Patrón de crecimiento de los niños

Cambio de las proporciones de la cabeza (especialmente el tamaño relativo del maxilar y la mandíbula) en función de la edad

En 1943, Konrad Lorenz señaló que los rasgos faciales redondeados de un recién nacido podrían alentar a los tutores a mostrar un mayor cuidado por ellos, debido a su ternura percibida. Llamó a esto el efecto de la muñeca kewpie, debido a su similitud con la muñeca así llamada. Desmond Collins, quien fue profesor de extensión de arqueología en la Universidad de Londres, dijo que el prolongado período de juventud de los humanos es parte de la neotenia.
El antropólogo físico Barry Bogin dijo que el patrón de crecimiento de los niños puede aumentar intencionalmente la duración de su ternura. Bogin dijo que el cerebro humano alcanza el tamaño adulto cuando el cuerpo solo está completo en un 40 por ciento, cuando "la maduración dental está completa en solo un 58 por ciento" y cuando "la maduración reproductiva está completa en solo un 10 por ciento". Bogin dijo que esta alometría del crecimiento humano permite que los niños tengan una apariencia "superficialmente infantil" (cráneo grande, cara pequeña, cuerpo pequeño y subdesarrollo sexual) por más tiempo que en otras "especies de mamíferos". Bogin dijo que esta linda apariencia provoca una respuesta de "cuidado" y "cuidado" en las "personas mayores".

### Diversidad genética, selección sexual relajada e inmunidad
Si bien la fuerza de la parte superior del cuerpo es, en promedio, más dimórfica sexualmente en los humanos que en la mayoría de los demás primates, excepto en los gorilas, existe evidencia fósil de que la fuerza de la parte superior del cuerpo masculino y el dimorfismo sexual muscular en la parte superior del cuerpo durante la evolución humana alcanzaron su punto máximo en el Homo erectus y disminuyeron junto con la robustez general durante la evolución de H. sapiens con sus rasgos neoténicos. El hecho de que H. sapiens sobrevivió mientras que las especies humanas arcaicas que retuvieron H. erectus, como el dimorfismo sexual en la fuerza de la parte superior del cuerpo, se extinguieron contradice la interpretación de que aumentó la probabilidad de supervivencia de la especie con alto dimorfismo sexual más rico en especies en promedio, pero puede explicarse por la teoría de que la selección sexual desenfrenada causa una especiación rápida a expensas de la variación genética dentro de las especies. Esta teoría sostiene que la fuerte selección sexual separa a las poblaciones con poco o ningún mestizaje para que se formen nuevas especies, pero también homogeneiza cada población/especie mediante una selección sexual implacable contra las diferencias de una "norma de especie" que hace que la especie se adapte mejor a su entorno específico. pero disminuye la posibilidad de que algunos individuos de la especie sobrevivan al cambio ambiental. El resultado pronosticado es que mientras los taxones con alta selección sexual se especian rápidamente, las especies resultantes son eliminadas una por una cuando el ambiente cambia entre diferentes estados hasta que el taxón se extingue, mientras que los taxones más pobres en especies con alta diversidad intraespecífica y baja selección sexual tienen especies que sobreviven a muchos cambios climáticos. La neotenia en H. sapiens se explica por esta teoría como resultado de una selección sexual relajada que cambia la evolución humana hacia una estrategia menos propensa a la especiación pero más adaptable dentro de las especies, disminuyendo el dimorfismo sexual y haciendo que los adultos asuman una forma más juvenil. Como posible desencadenante de tal cambio, se ha citado que, si bien la versión neandertal del gen FOXP2 que se encuentra en medio de la región más grande del genoma del "desierto neandertal" en la que ningún humano moderno tiene una mezcla humana arcaica, difería en solo un punto de la versión humana moderna (no dos puntos como la diferencia entre los chimpancés y los humanos modernos) interactuó fuertemente con otros genes y fue parte de una red reguladora de genes, la mutación derivada que es exclusiva de la versión humana moderna del gen anuló la unión a la que se conectaban las cepas de ARN de otros genes, de modo que el gen se desconectó de su red genética anterior.  
Se sugiere que dado que el gen FOXP2 controla las sinapsis, su desconexión de una red de genes anteriormente compleja eliminó instantáneamente muchos instintos, incluidos los que impulsaban la selección sexual. También se sugiere que permitió que se acumularan más variantes genéticas que afectan el fenotipo en los humanos, lo que en combinación con una mayor plasticidad sináptica hizo que los humanos modernos fueran más capaces de sobrevivir al cambio ambiental y colonizar nuevos entornos e innovar. La teoría de que el origen del lenguaje complejo fue el paso más reciente en la evolución humana se considera improbable ya que contar historias sobre ambientes pasados sería de poca utilidad en sequías con nuevas distribuciones de agua, mientras que la capacidad individual para hacer predicciones correctas sería útil y permitiría una supervivencia diferencial que podría eliminar la versión arcaica por completo, a diferencia de la selección por lenguaje en la que algunos primitivos podían usar la imitación siempre que hubiera suficientes narradores en el grupo para mantener vivo el conocimiento durante mucho tiempo, lo que predice que algunos individuos habrían retenido la versión arcaica si la versión moderna fuera para el lenguaje. 
Se sabe a partir de fósiles que H.sapiens ha tenido una mezcla de rasgos neoténicos modernos y rasgos no neoténicos más antiguos desde su origen hace unos 300 000 años hasta la transición a la agricultura temprana cuando desaparecieron los rasgos no neoténicos, lo que se teoriza es que se debe a la selección para que el sistema inmunitario se adapte a sobrevivir a una mayor carga de patógenos causada por la agricultura y los hombres que retuvieron más rasgos infantiles sintiéndose menos abrumados por el debilitamiento del sistema inmunitario de la musculatura de la parte superior del cuerpo compitiendo con el sistema inmunitario por los nutrientes. Se argumenta que la evidencia genética de que solo una pequeña parte de la población masculina de la época de la agricultura temprana transmitía sus cromosomas Y puede explicarse por la herencia de rasgos no neoténicos que causan que los descendientes masculinos de los hombres no neoténicos que no fallecieron por enfermedades en una generación mueran a causa de ellas en las generaciones posteriores, sin dejar evidencia en el cromosoma Y de su continuación a corto plazo de la paternidad. líneas de sangre en los humanos actuales. Se descarta la selección sexual para la masculinidad estereotipada que hace que la mayoría de los hombres no se reproduzcan, ya que habría seleccionado contra la neotenia, no como muestra la evidencia arqueológica.

### Las características Neotenicas obtienen ayuda
El Modelo de Aptitud Múltiple propone que las cualidades que hacen que los bebés parezcan lindos para los adultos también les parecen "deseables" a los adultos cuando ven a otros adultos. Las características de Neotenous en las hembras adultas pueden ayudar a obtener una mayor inversión de recursos y crianza de los machos adultos. Del mismo modo, las características neoténicas en los machos adultos pueden ayudar a obtener una mayor inversión en recursos y crianza de las hembras adultas, además de posiblemente hacer que los machos adultos neoténicos parezcan menos amenazantes y posiblemente hacer que los machos adultos neoténicos sean más capaces de obtener recursos de "otras personas ricas en recursos". Por lo tanto, podría ser adaptativo que las hembras adultas se sintieran atraídas por machos adultos que tienen "algunos" rasgos neoténicos.
Las características neotenicas obtienen beneficios de aptitud física para los imitadores, así, desde el punto de vista del imitador, la expresión de neotenia señala apaciguamiento o sumisión. Por lo tanto, lo más probable es que se administre cuidado extra parental o aloparental porque el imitador parece ser más infantil y tal vez mal equipado para sobrevivir por sí mismo. Por otro lado, el receptor a menudo se enfrenta a la agresión debido a esta vulnerabilidad señalada.
Caroline F. Keating probó la hipótesis de que los rostros de hombres y mujeres adultos con rasgos más neoténicos generarían más ayuda que los rostros de hombres y mujeres adultos con rasgos menos neotéticos. Fotografías modificadas digitalmente de rostros de afroamericanos y europeos americanos para que parezcan más o menos neoténicos al agrandar o disminuir el tamaño de sus ojos y labios. Keating dijo que los rostros de hombres blancos, mujeres blancas y mujeres negras más neoténicos obtuvieron más ayuda de personas en los Estados Unidos y Kenia, pero la diferencia en la ayuda de personas en los Estados Unidos y Kenia para rostros de hombres negros más neotenos no fue significativamente diferente de rostros masculinos negros menos neotenos.
Un estudio de 1987 con 20 sujetos caucásicos encontró que tanto los participantes coreanos como los estadounidenses asumen que los individuos con "cara de niño" poseen más atributos psicológicos infantiles que sus contrapartes de rostro maduro.
En su disertación de la Universidad de Míchigan, Sookyung Cho explicó cómo la percepción de la ternura puede contribuir a la percepción del valor. Se demostró que diferentes señales físicas desencadenan sentimientos protectores de sus cuidadores adultos u otros adultos con los que interactúan, de este modo, se pidió a los participantes en el estudio que diseñaran su propia versión de un lindo rectángulo. Se les permitió editar el rectángulo en términos de forma redondeada, color, tamaño, orientación, etc. Los coeficientes de asociación mostraron que las formas con un área más pequeña y características más redondas resultaron ser más bonitas y que los colores más claros y el contraste juegan un papel menor pero importante en la predicción de la ternura.
Como parte adicional del estudio se introdujo el paradigma de dominancia asimétrica, donde se presenta una opción de señuelo para observar cómo afecta la decisión de una persona sobre un determinado asunto. En los Estados Unidos, este paradigma de dominación asimétrica indujo a una persona a ser más propensa a un artículo más lindo y en Corea ocurrió el efecto contrario. Cho concluyó que esto puede deberse a una actitud diferente hacia la ternura y, por lo tanto, en relación con la neotenia, las ventajas pueden ser diferentes en diferentes países.

### El cerebro como factor
El psicólogo del desarrollo Helmuth Nyborg dijo que se puede hacer una hipótesis comprobable utilizando su modelo de covarianza de rasgos generales-andrógenos/estrógenos (GTC-A/E) con respecto a la "neotenia". Nyborg dijo que la hipótesis es que los "androtipos" "feminizados", de maduración más lenta y "neoténicos" diferirán de los "androtipos" "masculinizados" de maduración más rápida por tener cerebros más grandes, cráneos más frágiles, caderas más grandes, hombros más estrechos y menos fuerza física , vivir en ciudades (en lugar de vivir en el campo) y recibir puntajes de desempeño más altos en las pruebas de habilidad. Nyborg dijo que si las predicciones hechas por esta hipótesis son ciertas, entonces se "explicaría" la "base material" de las diferencias. Nyborg dijo que algunas situaciones ecológicas favorecerían la supervivencia y reproducción de los "androtipos" "masculinizados" y de maduración más rápida debido a su "pura fuerza brutal", mientras que otras situaciones ecológicas favorecerían la supervivencia y reproducción de los "feminizados", de maduración más lenta. "androtipos" "neoténicos" debido a sus "tácticas sutiles".
Aldo Poiani, ecologista evolutivo de la Universidad de Monash, Australia, dijo que está de acuerdo en que la neotenia en los humanos puede haberse "acelerado" a través de la "selección sexual bidireccional" en la que las hembras eligen machos inteligentes como compañeros y los machos estado eligiendo hembras inteligentes como compañeras.
Somel dijo que el 48% de los genes que afectan el desarrollo de la corteza prefrontal cambian con la edad de manera diferente entre humanos y chimpancés. Somel dijo que hay un "exceso significativo de genes" relacionados con el desarrollo de la corteza prefrontal que muestran "expresión neoténica en humanos" en relación con los chimpancés y los macacos rhesus. Además dijo que esta diferencia estaba de acuerdo con la hipótesis de la neotenia de la evolución humana.
En términos de diferencias en el tamaño del cerebro, se ha observado que dado el mayor tamaño del cráneo en los humanos neotenicos, el volumen del cerebro puede ser mayor que el de un cerebro humano promedio. Se ha planteado la hipótesis de que este es un modo en el que los cerebros del Homo sapiens crecieron como especie, ya que el desarrollo prolongado de las neuronas puede haber llevado a la hipermorfosis o al crecimiento neuronal excesivo. Especialmente en la corteza prefrontal, la poda neuronal cerebral desde la infancia puede ser más lenta de lo habitual, lo que permite más tiempo para la maduración neuronal. Esto prolonga la transformación de rasgos que de otro modo serían muy juveniles.[cita requerida]
Bruce Charlton, profesor de psicología de la Universidad de Newcastle, dijo que lo que parece inmadurez, o en sus términos, la "retención de actitudes y comportamientos juveniles en la edad adulta posterior", es en realidad una característica valiosa del desarrollo, a la que llama neotenia psicológica. La capacidad de un ser humano adulto para aprender se considera un rasgo neoteno. Sin embargo, algunos estudios pueden sugerir lo contrario de esta idea de que la neotenia es beneficiosa. En general, el proceso de aprendizaje y desarrollo de nuevas habilidades se puede atribuir a la plasticidad de las neuronas en el cerebro, especialmente en la corteza prefrontal para decisiones y actividades de orden superior. La poda sináptica de las neuronas desarrolla un papel importante durante la adolescencia en todos los primates. A medida que las neuronas pasan por la ontogenia y la madurez, se vuelve más difícil hacer nuevas conexiones neuronales y cambiar las vías y conexiones ya presentes. Sin embargo, durante los períodos juveniles, se describe que las neuronas corticales tienen mayor plasticidad y actividad metabólica. En los casos de neotenia, las neuronas permanecen en sus estados más juveniles ya que el desarrollo se desacelera. A primera vista, esto parece beneficioso para el aumento del potencial de las células más jóvenes. Sin embargo, este puede no ser el caso, ya que deben tenerse en cuenta las consecuencias del aumento de la actividad celular.
En general, la fosforilación oxidativa es el proceso que se utiliza para suministrar energía a los procesos neuronales del cerebro. Cuando se agotan los recursos para la fosforilación oxidativa, las neuronas recurren a la glucólisis aeróbica en lugar del oxígeno. Sin embargo, esto puede ser agotador para una celda. Dado que las neuronas en cuestión conservan características juveniles, es posible que no estén completamente mielinizadas. Bufill, Agustí, Blesa et. al señalar cómo “el aumento del metabolismo aeróbico en estas neuronas puede conducir, sin embargo, a mayores niveles de estrés oxidativo, favoreciendo por tanto el desarrollo de enfermedades neurodegenerativas exclusivas, o casi exclusivas, de los humanos, como el alzhéimer”. Específicamente, a través de varios estudios del cerebro, se ha detectado actividad de glucólisis aeróbica en niveles altos en la corteza prefrontal dorsolateral, que tiene funciones relacionadas con la memoria de trabajo. El estrés en estas células de memoria de trabajo puede ayudar a condiciones relacionadas con enfermedades neurodegenerativas como la enfermedad de Alzheimer.

## Atractivo físico

### Mujeres
Ashley Montagu dijo que los siguientes rasgos neoténicos se encuentran en las mujeres en comparación con los hombres: esqueleto más delicado, uniones de ligamentos más suaves, procesos mastoideos más pequeños, arcos superciliares reducidos, mayor inclinación de la cabeza hacia adelante, articulaciones más estrechas, menos vellos, retención de vello corporal fetal, tamaño corporal más pequeño, mayor inclinación de la pelvis hacia atrás, mayor longevidad, metabolismo basal más bajo, latidos cardíacos más rápidos, mayor extensión de los períodos de desarrollo, voz más aguda y conductos lagrimales más grandes.
En un estudio transcultural, los rostros femeninos más neotenizados fueron los más atractivos para los hombres, mientras que los rostros femeninos menos neotenizados fueron los menos atractivos para los hombres, independientemente de la edad real de las mujeres. Mediante un panel de jueces asiáticos, hispanos y blancos, Michael R. Cunningham descubrió que los rostros femeninos asiáticos, hispanos y blancos que se consideraban más atractivos eran aquellos que tenían ojos grandes de neonato, mayor distancia entre los ojos y narices pequeñas y su estudio lo llevó a concluir que los ojos grandes eran los más "efectivos" de las "señales neonatales". Cunningham también dijo que el cabello brillante puede ser indicativo de "vitalidad neonatal". Además, Cunningham dijo que había una diferencia en las preferencias de los jueces asiáticos y blancos, que los jueces asiáticos preferían mujeres con "rostros menos maduros" y bocas más pequeñas que los jueces blancos. Luego, planteó la hipótesis de que esta diferencia en la preferencia puede deberse al "etnocentrismo", ya que "los rostros asiáticos poseen esas cualidades", por lo que Cunningham volvió a analizar los datos con 11 objetivos asiáticos excluidos y concluyó que "el etnocentrismo no fue un determinante principal de las preferencias asiáticas". Utilizando un panel de blancos y afros como jueces, cunningham afirmo que se percibía que los rostros más neotenos tenían una mayor "feminidad" y "sociabilidad". Tras analizar los resultados de su estudio, Cunningham concluyó que la preferencia por "las características de los recién nacidos pueden mostrar la menor variabilidad transcultural" en términos de "índices de atractivo".
En un estudio de mujeres italianas que ganaron concursos de belleza, el estudio dijo que las mujeres tenían rostros caracterizados por más rasgos de "bebé" en comparación con las mujeres "normales" utilizadas como referencia. En un estudio de sesenta rostros femeninos caucásicos, el compuesto facial promedio de los quince rostros considerados más atractivos difería del compuesto facial del conjunto por tener una región facial inferior reducida, una mandíbula más delgada y una frente más alta.
En un estudio exclusivamente occidentalizado, se registró que la alta proporción de rasgos faciales neurocraneales e inferiores, representados por una nariz y orejas pequeñas y labios carnosos, se considera indistintamente como juvenil o neoteno. Esta intercambiabilidad entre las características neotenicas y la juventud lleva a la idea de que la atracción masculina por la juventud también puede aplicarse a las mujeres que muestran señales exageradas relacionadas con la edad. Por ejemplo, si una mujer era mucho mayor pero conservaba estas características "juveniles", los hombres pueden encontrarla más favorable que otras mujeres que parecen de su edad biológica. Más allá del valor nominal de lo que los machos encuentran físicamente atractivo, las características sexuales secundarias relacionadas con la forma del cuerpo se tienen en cuenta para que los adultos puedan reconocer a otros adultos de los juveniles. Una parte importante del mundo cosmético se basa en capitalizar la mejora de estas características neonatales como hacer que los ojos y los labios parezcan más grandes, así como reducir la apariencia de cualquier imperfección relacionada con la edad, como arrugas o decoloración de la piel, son algunas de las áreas objetivo clave de esta industria.
Doug Jones, académico visitante en antropología de la Universidad de Cornell, dijo que existe evidencia transcultural de preferencia por la neotenia facial en las mujeres, debido a la selección sexual por parte de los hombres para la apariencia de la fecundidad juvenil en las mujeres y dijo que los hombres están más preocupados por el atractivo sexual de las mujeres que las mujeres por el atractivo sexual de los hombres. Jones dijo que esta mayor preocupación por el atractivo sexual de las hembras es inusual entre los animales, porque generalmente son las hembras las que están más preocupadas por el atractivo sexual de los machos en otras especies. Jones dijo que este caso anómalo en humanos se debe a que las mujeres viven más allá de sus años reproductivos y debido a que las mujeres tienen su capacidad reproductiva disminuida con la edad, lo que resulta en la adaptación de los hombres a ser selectivos contra los rasgos físicos de la edad que indican una disminución de la fecundidad femenina, mencionó que la neotenia en los rostros de los hombres puede ser un "producto secundario" de la atracción de los hombres por los indicadores de "fecundidad juvenil" en las "mujeres adultas".
Del mismo modo, las características neoténicas también se han relacionado vagamente con el suministro de información sobre los niveles de función ovárica, que es otra parte integral de la selección sexual. Ambos factores, que parecen necesitar ayuda adicional, así como la expresión de las características neoténicas, al estar vinculados a una función ovárica óptima, conducen a una ventaja de aptitud física porque los hombres responden positivamente. Sin embargo, se observó que las estructuras faciales neotenicas no son lo único que se debe tener en cuenta al pensar en el atractivo y la selección de pareja. Una vez más, las características sexuales secundarias entran en juego porque están dominadas por el sistema endocrino y aparecen solo cuando se alcanza la madurez sexual. Los rasgos faciales están siempre presentes y pueden no ser el caso más fuerte para la selección sexual.
Otros científicos, señalando que otros primates no han desarrollado la neotenia en la misma medida que los humanos a pesar de que la fertilidad es tan importante para ellos desde el punto de vista reproductivo, argumentan que si los niños humanos necesitan más inversión de los padres que los primates jóvenes, eso habría seleccionado una preferencia por los más experimentados. Mujeres más capaces de proporcionar cuidados parentales. Como esto haría que la experiencia fuera más relevante para el éxito reproductivo efectivo (producir descendencia que sobreviviera hasta la edad reproductiva, en lugar de simplemente el número de nacimientos) y, por lo tanto, sería más capaz de compensar una disminución leve a moderada en la fertilidad biológica desde la madurez sexual reciente hasta la madurez sexual tardía. En la vida premenopáusica, estos científicos argumentan que el modelo de selección sexual de la neotenia hace la predicción falsa de que los primates que necesitan menos inversión de los padres que los humanos deberían mostrar más neotenia que los humanos.

### Hombres
Se realizó un estudio sobre el atractivo de los machos con el tema del cráneo y su aplicación en la morfología humana, utilizando la psicología y la biología evolutiva para comprender la selección en los rasgos faciales. Encontró que el promedio era el resultado de la selección estabilizadora, mientras que la pedomorfosis facial o los rasgos juveniles habían sido causados por la selección direccional. En la selección direccional, un solo fenotipo es impulsado por la selección hacia la fijación en una población. Por el contrario, en la estabilización de la selección, ambos alelos son impulsados hacia la fijación (o polimorfismo) en una población. Para comparar los efectos de la selección direccional y estabilizadora en la pedomorfosis facial, Wehr utilizó la transformación gráfica para alterar las apariencias y hacer que las caras parecieran más o menos juveniles. Los resultados concluyeron que el efecto de la media se prefirió casi dos veces sobre las características de los rasgos juveniles, lo que indica que la selección estabilizadora influye en la preferencia facial, y la media resultó más atractiva que la retención de las características faciales juveniles. Fue desconcertante descubrir que las mujeres tienden a preferir los rasgos faciales promedio sobre los juveniles, porque en los animales las hembras tienden a impulsar la selección sexual por elección femenina y la hipótesis de la Reina Roja.
Debido a que los hombres generalmente exhiben una preferencia uniforme por los rostros de las mujeres neotenias, Elia (2013) cuestionó si las distintas preferencias de las mujeres por los rostros de los hombres neotenos podrían "ayudar a determinar" el rango de neotenia facial en los humanos.

## La neotenia y su conexión con las características de especialización humana
La neotenia no es un rasgo ubicuo del fenotipo humano. La sincronización de la expresión humana, en comparación con el chimpancé, tiene una trayectoria completamente diferente, lo que revela que no hay un cambio uniforme en la sincronización del desarrollo. Los humanos experimentan este cambio neoténico una vez que alcanzan la madurez sexual. Una pregunta planteada por Mehmet Somel, es si los cambios neotónicos específicos de humanos son o no indicativos de rasgos cognitivos específicos de humanos. El seguimiento de dónde ocurren los hitos del desarrollo en humanos y otros primates es un paso hacia una mejor comprensión de cómo la neotenia se manifiesta específicamente en nuestra especie y cómo puede contribuir a nuestras características especializadas, como mandíbulas más pequeñas. En los humanos, el cambio neotónico se concentra en torno a un grupo de genes de materia gris. Este cambio en los genes neotónicos también coincide con la reorganización cortical que está relacionada con la eliminación sináptica y tiene un ritmo mucho más rápido que otros durante la adolescencia. También está relacionado con el desarrollo de habilidades lingüísticas y el desarrollo de ciertos trastornos neurológicos como el TDAH.

## Heterocronía y neotenia

el azul representa los tipos de pedomorfosis y el rojo representa los tipos de peramorfosis

La heterocronía se define como un cambio genético en el momento del desarrollo de un tejido o parte anatómica, o en el inicio de un proceso fisiológico, en relación con un antepasado. La heterocronía puede conducir a una modificación en la forma, tamaño y/o comportamiento de un organismo a través de una variedad de formas diferentes.Dado que la heterocronía es más un término general, hay dos tipos diferentes de heterocronía en los que se altera el tiempo de desarrollo: pedomorfosis y peramorfosis.Estos términos se refieren a la desaceleración y la aceleración del desarrollo, respectivamente.Dado que la neotenia se define como la retención de las características juveniles hasta la edad adulta, la neotenia se incluye en la pedomorfosis, ya que el desarrollo físico de las características se ralentiza.